# السائب بن يزيد
السائب بن يزيد الهُذلي. وقيل الكندي وقيل غيره (3 هـ - 91 هـ) من صغار الصحابة، حج به أبوه مع النبي وعمره سبع سنين، وله نصيب من الصحبة والرواية.

## سيرته
هو السائب بن يزيد بن سعيد بن ثمامة بن الأسود بن أُخت النمّر، اختلف في نسبته، فقيل كناني، وقيل: كنديّ، وقيل: ليثيّ وقيل: سلمي، وقيل: هُذلي، وقيل: أزديّ. مولى عطاء بن السائب، يكنى أَبا يزيد، كان جده سعيد بن ثمامة حليف بني عبد شمس.
كان السّائبُ بن يزيد مِنْ مقدم رأسه إلى هامته أسود، وسائر لحيته ورأسه أبيض، فسئل فقال: «مرّ بي النبيّ ﷺ فقال لي: "مَنْ أَنْتَ؟" قلت: السّائب بن يزيد، فمسح رأسي فلا يبيض موضع يده أَبدًا.»
قَالَ السَّائِبُ: حجَّ بِي أَبِي مَعَ النَّبِيِّ -صَلَّى اللَّهُ عَلَيْهِ وَسَلَّمَ- وَأَنَا ابْنُ سَبْعِ سِنِيْنَ.
روى الحديث النبوي عن النبي، وحدث عنه: ابن شهاب الزهري، وإبراهيم بن عبد الله بن قارظ، ويحيى بن سعيد الأنصاري، والجعيد بن عبد الرحمن، وابنه عبد الله بن السائب، وعمر بن عطاء بن أبي الخوار، وعبد الرحمن بن حميد بن عبد الرحمن بن عوف، وآخرون. وأخرج له الجماعة.